# 仮符号
仮符号（かりふごう、provisional designation）とは、主に太陽系内で新たに発見された天体について、発見直後に命名される暫定的な呼称である。新天体の信頼できる軌道が計算されると、仮符号に代わって正式な登録番号が与えられ、命名される。小惑星の場合には膨大な数の新天体がこれまでに発見されており、これらの多くは発見者による命名を受けられない可能性もある。

## 小惑星
小惑星に関する現在の仮符号のしくみは1925年に使われ始め、小惑星の発見数の増加に伴って何度かの改訂を経ている。
小惑星の仮符号に含まれる最初の要素は発見年で、その後に2つのラテンアルファベットと何桁かの番号が続く。
2つのアルファベットのうち、最初の一つはその天体が発見された時期を発見年の中で半月単位で示す。"A" はその天体がその年の1月の前半に発見されたことを表し、"D" なら2月の後半、"J" なら5月前半などとなり（"I" は使われない）、12月後半を表す "Y" まで24種類のアルファベットが用いられる。月の「前半」は常にその月の1日から15日までで、16日から月末までを「後半」と定義する。
2番目のアルファベットとそれに続く番号は、発見された半月間の中での発見順を表す。例えば1950年3月の後半に発見された8番目の小惑星の仮符号は 1950 FH となる。ここでも "I" は使われず、同じ半月間で25番目に発見された小惑星の2番目の英字は Z となる。しかし現代では新天体捜索の技術が向上し、半月内に25個以上の発見が報告されるのが普通になっているため、26番目以降の発見には A1, B1 ... のように2番目の英字に数字の添字が付けられ、その英字が繰り返し用いられた回数を示す。例として、1950年3月後半に発見された28番目の小惑星の仮符号は 1950 FC1 となる。仮符号の表記に添字が使えないなどの技術的理由がある場合には添字も他の文字と同じ大きさで表され、1950 FC1 などと表記される。
この命名法でやや癖がある点は、2番目の英字の方が添字数字よりも早い周期で循環するにもかかわらず、添字数字よりも前に書かれることである。

### 例
2004年は1月1日に最初の小惑星が発見され、2004 AA という仮符号が付けられた。その後仮符号は 2004 AZ まで続き、その次の小惑星は 2004 AA1 となった。これに続く発見は 2004 AB1、2004 AC1 などと命名された。この1月前半の発見は 2004 AA276 まで続き、1月後半最初の発見は 2004 BA と命名された。
太陽系外縁部で発見された大きな天体である (90377) セドナには 2003 VB12 という仮符号が付けられていた。これはこの天体が2003年11月前半に発見された302番目の小惑星であることを意味している (2 + 12*25 = 302) 。(28978) イクシオンの仮符号は 2001 KX76 だが、これは2001年5月後半に発見された1923番目の天体であることを示している (23 + 76*25 = 1923) 。
2013年1月31日現在で、小惑星の仮符号は105万2994個使用されている。この期間で小惑星の発見数が最も多かった半月間は2005年の10月後半である。この16日間には1万3289個の小惑星が観測されて仮符号を取得した。この時期の最後に発見された天体の仮符号は (380784) 2005 UO531 である。しかし実際に観測や撮影が行われた後、数年が経過してからデータ解析によって新天体が発見される場合もあり、仮符号はまだ増える可能性がある。

### 掃天観測の符号
小惑星については過去に4回の特別な掃天観測が行われ、この観測で発見された小惑星には通常とは異なる仮符号が付けられた。この仮符号は番号（掃天観測内での発見順）の後に空白と以下の識別子が続くものである。
- P-L - パロマー・ライデンサーベイ（1960年）
- T-1 - 第1回トロヤ群サーベイ（1971年）
- T-2 - 第2回トロヤ群サーベイ（1973年）
- T-3 - 第3回トロヤ群サーベイ（1977年）

例として、パロマー・ライデンサーベイで発見された2,040番目の小惑星の仮符号は 2040 P-L となる。これらの掃天観測で発見された小惑星の大半は既に確定番号が与えられている。

### 歴史上の命名法
最初の4個の小惑星は19世紀初めに発見された。その後、5番目の小惑星が発見されるまでには長い空白があった。当時の天文学者は小惑星が何千、何万個も存在するとは全く考えていなかったため、新しい小惑星が発見されるたびに惑星に付けられているものと同様の記号を割り当てようとした。例として、(1) ケレスには鎌を図案化した記号、(2) パラスは十字型の取っ手が付いた菱形、(3) ジュノーは星を冠したヴィーナスの鏡（後に十字の取っ手が付いた星に変わった）、(4) ベスタは聖火壇といった記号が割り当てられた。
しかし間もなく、このような記号を割り当てる方式は実際的ではないことが明らかになり、小惑星の数が数十個に達するとこのような方法は役に立たなくなった。1851年に出版されたベルリン天文年鑑 (Berliner Astronomisches Jahrbuch, BAJ) 1854年版の中で、ヨハン・フランツ・エンケは新たな記述法を導入した。すなわち彼は記号の代わりに丸で囲んだ数字を用いた。エンケの記法では現在5番小惑星となっているアストラエアを番号 (1) とし、(11) のエウノミアまで続いた。一方でケレス、パラス、ジュノー、ベスタはそれまで通り記号で表されていた。しかし翌年の BAJ ではケレスを1番、アストラエアを5番とする番号に変更された。
この新しい記法は天文学者の間に広まり、これ以来、小惑星の正式名には発見順を示す小惑星番号が名前とともに付けられている。しかしこの方法が受け入れられた後も、いくつかの小惑星には記号が付けられた。これらの例として、(28) ベローナにはアレスの妹エリスの鞭と槍、(35) レウコテアには古代の灯台、(37) フィデスにはラテン十字などが割り当てられている。また1884年版のウェブスター辞典ではさらに4個の小惑星、(16) プシケ、(17) テティス、(26) プロセルピーナ、(29) アムピトリテに記号が与えられている。しかしこれらの記号が最初に記載された Astronomische Nachrichten 以外で使われたという証拠はない。

### 現在の仮符号の草創期
19世紀の後半にはいくつかの異なる記述法や記号が用いられたが、現在の形式は1911年の論文誌 Astronomische Nachrichten (AN) に最初に登場した。小惑星の発見報告を受理すると AN が新しい番号を割り当て、その新天体の軌道が計算されると正式名が命名されるという方法だった。
最初、仮符号は発見年と発見順を示す英字（I は使わない。また代わりに J が不使用とされる場合もあった）からなっていた。この方式では、(333) バーデニアは 1892 A、(163) エリゴネは 1892 B などと仮符号が付けられた。しかし1893年になると小惑星の発見数が増加したため、発見年の後ろのアルファベットを2個にするように命名法を修正せざるを得なくなった。すなわち、AA, AB, ... AZ, BA という順番で英字が用いられるようになった。この2個の英字の系列は年が変わっても初めに戻らない方式だった。つまり、1893 AP の次は 1894 AQ という具合だった。1916年にこの英字は ZZ に達した。これに続く符号として3文字の命名法は使われず、次の小惑星は AA に戻って 1916 AA と命名された。
写真乾板で撮影が行なわれてから、その乾板の上で実際に小惑星が発見されるまでにはかなりの時間がかかる場合がある（フェーベの発見を参照のこと）。また、実際に発見されてから発見報告が（遠隔地の天文台から）中央機関に送られるまでにも時間がかかることがある。そのため、発見報告を時系列順に並べ替える必要が生じることとなった。現在でも、新天体の発見日時は画像が撮影された日時に基づいており、画像の中から新天体を見つけた日時にはよらないとされている。上記の2文字を用いる仮符号システムでは、一度仮符号が与えられた発見について後の年になってから発見順を判断するのは一般に難しい。この問題を避けるために考えられた方法はいささか不恰好なもので、発見年と小文字のアルファベットを使う、昔の彗星の仮符号と同様の命名方式だった。例えば、1915 a（彗星の昔の仮符号 1915a と区別するため、発見年とアルファベットの間には空白が入ることに注意）や 1917 b といった具合である。1914年には発見年とギリシャ文字を合わせる形式も加えて用いられえた。

### 後の改良
1925年になるとより構造的な符号システムが使われるようになった。この方式は仮符号として発見年に続いて発見時期を表す2文字のアルファベットを用いるもので、これが現在使われている方式である（上記を参照）。

## 彗星
彗星について1995年以前まで用いられていた命名システムは複雑なものだった。発見年に続いて空白が入り、続いて（発見順を示す）ローマ数字を付ける符号が多くの場合に用いられていたが、過去の発見の間に別の天体を挿入する際にいつも困難が生じた。例えば、1881 III と 1881 IV の発見が報告された後で、二つの彗星の発見日の間に別の彗星が発見されたが報告がずっと遅れたという場合、この3番目の彗星に 1881 III 1/2 などと命名することはできない。また、一般に彗星の名前は符号よりも発見者の名前と発見年で呼ばれることが多い。さらにまた別の記法として、彗星を近日点通過の順に従ってアルファベットの小文字を用いて表す方式も存在した。従って例えばフェイ彗星（現在の命名法では 4P/Faye）は 1881 I（1881年に発見された1番目の彗星）や 1880c（1880年に近日点を通過した3番目の彗星）という符号でも表された。
1995年以降の命名システムは小惑星の仮符号と似た形式である。彗星の仮符号は発見年・空白・発見時期を表す英字1文字（A：1月前半、B：1月後半など。I は用いられず、12月後半の Y まで続く）及び発見順を示す番号（小惑星とは異なり添字にはしない）からなる。従って、2006年3月後半に発見された8番目の彗星には 2006 F8 という仮符号が付けられる。
彗星が分裂した場合には、個々の破片には同じ仮符号に A, B, C ... Z, a, b, c ... z という添字を付けた符号が与えられる。ここでは52個以上の破片を追跡することはほとんどないものと仮定されている。
新天体が最初小惑星として発見された後で彗星のような尾が現れた場合には、小惑星としての仮符号はそのまま維持される。例えば、小惑星 1954 PC は後にフェイ彗星であることが判明したが、今日我々はこの彗星の呼称の一つとして 4P/1954 PC と呼ぶ場合がある。同様に、小惑星 1999 RE70 は発見後に彗星として再分類された。この天体は LINEAR プロジェクトによって発見されたため、現在ではこの天体は 176P/LINEAR または (118401) LINEAR と呼ばれている。
彗星の仮符号は小惑星の場合と同様に短縮形式が用いられる場合がある。例として 2006 F8 が周期彗星であることが判明すると、IAU の小天体データベースには PK06F080 という符号で収録される。小惑星の符号と重ならないように、符号の最後にはわざと 0 が付けられる。
命名方法の詳細については  を参照のこと。

## 衛星
衛星が発見されると S/2000 J 11（2000年に発見された木星の11番目の新しい衛星）や S/2005 P 1（2005年に発見された冥王星の1番目の衛星）といった形式の仮符号が与えられる。冒頭の "S/" は衛星 (satellite) を表し、彗星の符号で用いられる "D/", "C/", "P/" といった接頭辞と区別される。この衛星の符号は2番目の空白を省略して S/2005 P1 のように表記される場合もある。
接頭辞の "S/" は天体が自然の衛星であることを示し、これに発見年を表す数字が続く（この年号は発見に用いられた画像が撮影された年を表し、画像から衛星が発見された年とは必ずしも同じではない）。その次のアルファベットは衛星の母惑星を識別するものである（J, S, U, N, P はそれぞれ木星、土星、天王星、海王星、冥王星を表す。全てのリストについては衛星の命名を参照のこと）。最後の数字は発見観測の順序を示す。例として、海王星で最も内側の軌道を回る衛星ナイアドは最初 S/1989 N 6 と命名された。後にその存在と軌道が確定すると Neptune III Naiad という正式名が与えられた。
小惑星の衛星の場合も基本的には惑星と同様の命名規則であるが、母天体の記号が存在しないため、小惑星番号が与えられている場合は番号を、番号が与えられていない場合は小惑星の仮符号を、それぞれ括弧書きで入れることで記号の代用とする。例えば番号がある (66391) 1999 KW4 の衛星は S/2001 (66391) 1 、番号のない 2001 QW322 の衛星は S/2001 (2001 QW322) 1 となる。準惑星は小惑星番号が与えられているため、冥王星の衛星の場合は上記の P ではなく小惑星番号である (134340) が用いられる事もある。

## 小惑星の衛星
小惑星の衛星の仮符号システムは惑星の衛星の仮符号に準拠している。小惑星の場合は惑星を表すアルファベットに代わって丸括弧に囲まれた小惑星番号または仮符号を用いる。例として、1998年に発見された (87) シルヴィアの衛星には S/2001 (87) 1 という仮符号が付けられ、後に Sylvia I Romulus という正式名が与えられた。また2005年に発見された (136199) エリス（当時は2003 UB313）の衛星にはS/2005 (2003 UB313) 1という仮符号が付けられ、のちに Eris I Dysnomia という正式名が与えられた。